# خوش‌خوان پهلوطلایی
خوش‌خوان پهلوطلایی (نام علمی: Euphonia cayennensis) نام یک گونه از سرده سهره‌های خوش‌خوان است.